# 공수도
공수도(空手道) 또는 가라테(일본어: 空手)는 류큐국 (현재 일본의 오키나와)에서 기원한 손과 발을 이용해서 상대를 타격하는 무술이다. 일본 본토로 전파되었다. 17세기 일본 사쓰마번의 침략에 의해 무기를 소유할 수 없게 된 류큐(지금의 오키나와)의 무인들은 중국 남권을 간략화한 당수(唐手)를 수련하게 되는데 이것이 '수(手)'의 모체다. 근대 공수도의 아버지로 불리는 후나코시 기친(船越義珍, 1868 - 1957)에 의해 20세기 초부터 일본 본토에 전수되었고, 중일전쟁 등으로 중국에 대한 감정이 나빠지자, 중국을 의미하는 '당(唐)'자는 폐기되고 같은 발음인 '공수(空手)'로 대체된다. 이는 비어있는 손이라는 뜻으로, 맨손으로 하는 무술임을 뜻하기도 한다.

## 유파
- 전통 가라테 : 대련을 할 때 상대가 부상을 입지 않도록 공격이 몸에 닿기 직전에 멈추는 것(슨도메)이 특징이다. 후나코시 기친이 세운 송도관(松涛館 쇼토칸), 미야기 초준(宮城長順,1888-1953)이 세운 강유류(剛柔流 고주류)를 비롯하여, 사동류(絲東流 시토류), 화도류(和道流 와도류) 등이 있다.
- 풀 컨택트 가라테 : 직접 타격을 하는 것이 특징이다. 최영의가 창시한 극진가라테 극진회관(極眞会館)이 중심으로, 극진회관에서 분파된 아시하라회관, 원심회관 등이 있다.
- 기타 : 글러브를 끼고 안면타격까지 허용하는 글러브 가라테(K-1을 주최하는 정도회관이 대표적), 메치기와 관절기 등을 포함하여 종합격투기에 가까워진 유파들(대도숙 공도 등)도 있다.

## 종합격투기와의 관련

### 공수도를 배우는 종합격투기 선수들
공수도를 참고삼아, 혹은 심취해서 배우는 종합격투기 선수가 적잖이 있다.
- 코너 맥그레거 - 그가 말하길, 가라데는 시합 때 본인의 몸 동작과 유사한 면이 있으며 본인이 트레이닝할때도 가라데를 자주 연습한다고 한다.
- 척 리델 - 12살 때부터 가라데를 배웠고, 코에이관에서 검은 띠를 땄다.
- 아델 알타미미 - 극진 가라데부터 배우기 시작해서 초기 무술 베이스가 가라데였고, 링네임도 극진회관을 상징하는 '쿄쿠신(Kyokushin)이다.
- 가이 메저 - 얼티밋 파이팅 챔피언십의 초기 개척자이며 1996 토너먼트 우승자이기도 하다. 그 역시도 가라데 검은 띠다.
- 군나르 넬슨 - 그래플러이지만 가라테를 바탕으로 한 타격 역시 수준급이다
- 스테판 톰슨 - 켄포 가라테를 바탕으로 UFC 챔피언 벨트를 놓고 경쟁했다
- 로버트 휘태커 (격투기 선수) - 가라데 실력자이며 미들급 타이틀도 획득한 적이 있다
- 료토 마치다 - 쇼토칸 가라테를 베이스로 하는 독특한 움직임으로 한때 라이트헤비급을 평정했었다
- 제인 프레이저
- 키스 해크니 - 아메리칸 켄포 가라테 수련자로 UFC 3에 출전했었다.
- 제라드 고르도 - UFC 1 준우승, 사바트 챔피언. 극진가라테 수련자.

## 나라별 공수도

### 대한민국
일제강점기 동안 일본에서 가라테를 배운 사람들은 해방 이후 한국에 돌아와 도장을 연다. 일본에서 쇼토칸 가라테를 배우고 청도관 영향을 받은 육군소장 최홍희가 이승만 대통령 앞에서 부대의 가라테 시연을 했는데 그걸 본 이승만이 택견으로 착각하고 고유무술인 택견이라고 칭찬한 일을 계기로 최홍희는 군 가라테 도장이었던 오도관 중심으로 5개 기간도장(청도관, 송무관, 무덕관, 지도관, 창무관)을 통합하여 태권도로 이름을 바꿔걸게 된다.
특히 청도관 송무관은 쇼토칸 가라테의 아버지 후나코시 기친의 직계 제자였던 이원국 노병직이 세운 가라테 도장이었으며
무덕관의 경우 황기관장 본인은 가라테를 배운적 없고 서적 독학을 했으며 중국권법을 배웠다지만 실질적으로 가르치던건 쇼토칸 가라테였다는 일부 원로들의 증언이 있다.
지도관의 경우는 초기엔 조선 연무관 이란 이름으로 전상섭이 개관했고 전상섭이 배운 가라테 유파는 정확히 알려지지 않았다. 국기원 전 부원장 이종우 전기를 보더라도 전상섭이 배운게 시토류, 고주류, 쇼토칸인지 의견이 분분하다
YMCA 권법부는 윤병인이 배운 슈도칸 가라테를 중심으로 가르쳤다한다

## 같이 보기
- 세계 공수도 연맹
- 최영의